# Idiasta westphalica
Idiasta westphalica är en stekelart som beskrevs av Konigsmann 1960. Idiasta westphalica ingår i släktet Idiasta och familjen bracksteklar. Inga underarter finns listade i Catalogue of Life.